# Hyperdimension Neptunia
Hyperdimension Neptunia (超次元ゲイム ネプテューヌ Chōjigen Geimu Neputyūnu, lit. "Super Dimensional Game Neptune") (超次元ゲイム ネプテューヌ Chōjigen Geimu Neputyūnu, lit. "Super Dimensional Game Neptune") là một series game thể loại nhập vai được tạo ra và phát triển bởi Idea Factory. Ra mắt lần đầu ở Nhật Bản vào ngày 19 tháng 8 năm 2010 với loạt hậu bản tiếp theo dành riêng cho PlayStation 3, sau tái phát hành như một bản làm lại nâng cao dưới cái tên Hyperdimension Neptunia Re;Birth 1 cho PlayStation Vita và máy tính cá nhân. Hai phần tiếp theo, Hyperdimension Neptunia Mk2 và Hyperdimension Neptunia Victory, ngoài việc làm lại cả hai bản và ba bản spin-off được phát hành trên PlayStation Vita. Phần tiếp theo trên PlayStation 4 có tên là Megadimension Neptunia VII được phát hành vào năm 2015. Nó cũng đã chuyển thể sang truyện tranh, light novel và anime.
Series anime chuyển thể có tiêu đề là Hyperdimension Neptunia: The Animation, được phát sóng ở Nhật Bản, giữa tháng 7 và tháng 9 năm 2013.

## Cốt truyện
Series game diễn ra trong thế giới Gamindustri (ゲイムギョウ界 Geimugyō-kai, chơi chữ của câu ゲーム業界 Gēmu gyōkai, "game industry", "ngành công nhiệp game"), được chia thành bốn vùng/quốc gia, mỗi quốc gia được cai trị bởi một CPU: Planeptune, Lastation, Lowee và Leanbox. Mỗi khu vực hoàn toàn khác nhau về cảnh vật và văn hoá, với mỗi khu vực đại diện cho một Console cụ thể. Lastation đại diện cho PlayStation, Lowee đại diện cho Wii, và Leanbox đại diện cho Xbox, trong khi Planeptune đại diện cho Sega Neptune. Trong phần đầu của câu chuyện, bốn nữ thần đang chiến đấu với nhau cho "shares" trong một cuộc chiến được gọi là Console War. Shares là biểu hiện của sự tin tượng của người dân vào nữ thần của họ, và không có shares, nữ thần sẽ chết.

## Phát triển
Trước quý 3 năm 2009, Compile Heart đang lên ý tượng về một dự án RPG mới tập trung vào thiết kế nhân vật của Tsunako, với ý định hợp tác với một công ty đối tác. Trò chơi này ban đầu được lên kế hoạch mô tả về ba chị em công chúa và một nhân vật chính. Tuy nhiên, thỏa thuận hợp tác đã sụp đổ, và kết quả là các kế hoạch dự án đã được thiết kế lại và cuối cùng trở thành "Neptunia" vào gần cuối năm 2009 sau khi hoàn thành phần phát triển của Trinity Universe. Trong giai đoạn đầu của dự án, các nhân vật Noire và Blanc ban đầu được tô màu đỏ và xanh dương, tuy nhiên, màu sắc của họ được đổi thành màu đen và trắng để có thể phù hợp hơn với bối cảnh và cốt truyện của trò chơi mới.
Phần tiếp theo, Hyperdimension Neptunia mk2, đã giới thiệu việc làm lại engine game và thay thế các thành phần khác nhau như hệ thống chiến đấu và dungeon, được xây dựng lại hoàn toàn từ đầu. Hyperdimension Neptunia Victory sau này được xây dựng dựa trên điều này, với các phần từ mk2 được các nhà phát triển loại bỏ và cải thiện, cuối cùng coi bản Victory làm nền tảng cho việc thiết kế các tựa game trong tương lai. Sau sự hợp tác của Compile Heart với David Production để sản xuất loạt phim hoạt hình truyền hình Neptunia, các nhà phát triển đã thay đổi cách tiếp cận và viết kịch bản dựa trên trải nghiệm của họ với nhân viên phát triển anime, dẫn đến những thay đổi trong cốt truyện của bản Re;Birth trên PlayStation Vita.

## Lịch sử phát hành
Hyperdimension Neptunia là trò chơi đầu tiên trong series, với những tên bắt nguồn từ Sega Neptune  kết hợp với các Sega Mega Drive/Genesis và Sega 32X thành một đơn vị, ban đầu được lên kế hoạch phát hành vào năm 1994 hoặc năm 1995 trước khi dự án đã bị bỏ sau khi Sega Satun được phát hành.
Hai phần tiếp theo đã được phát hành theo tên Hyperdimension Neptunia Mk2 và Hyperdimension Neptunia Victory. Một trò chơi nữa, mang tên Hyperdimension Neptunia PP (神次元アイドル ネプテューヌPP Kamijigen Aidoru Neputyūnu PP) (神次元アイドル ネプテューヌPP Kamijigen Aidoru Neputyūnu PP), được phát hành vào ngày 20 tháng 6 năm 2013 cho Playstation Vita ở Nhật Bản, và nó đã được phát hành ở phương tây trong tháng 6 năm 2014 với tên là Hyperdimension Neptunia: Producing Perfection, được phát triển bở Compile Heart, Idea Factory và Tamsoft.
Trong một cuộc phỏng vấn trực tiếp ở Tokyo Game Show! 2013, Compile Heart và Idea Factory thông báo rằng Hyperdimension Neptunia Re;Birth 2: Sisters Generation  đã được phát triển. Re;Birth 2 đã được phát hành vào ngày 20 tháng 3 năm 2014. Hyperdevotion Noire: Goddess Black Heart (超女神信仰ノワール　激神ブラックハート Chō Megami Shinkō Nowāru Geki-Shin Burakkuhāto) (超女神信仰ノワール　激神ブラックハート Chō Megami Shinkō Nowāru Geki-Shin Burakkuhāto) với Noire là nhân vật chính, được phát hành vào ngày 29 tháng 5 năm 2014.
Vào ngày 16 tháng 3 năm 2014, hai phần tiếp theo được công bố, tên là Hyperdimension Neptunia U: Action Unleashed (超次元アクション ネプテューヌU) (超次元アクション ネプテューヌU) và Megadimension Neptunia VII (新次元ゲイム ネプテューヌVII) (新次元ゲイム ネプテューヌVII). Hyperdimension Neptunia U: Aciton UnleashedHành là một tròn chơi hành động spin-off dành riêng cho Playstation Vita phát hành vào ngày 28 tháng 8 năm 2014 ở Nhật Bản, được phát triển bởi Tamsoft, trong khi Megadimension Neptunia VII nằm trong series chính cho PlayStation 4.
Tại Tokyo Game Show! 2014, một bản làm lại nâng cao của Hyperdimension Neptunia Victory cho Playsation Vita với tiêu đề là Hyperdimension Neptunia Re;Birth 3: V Generation đã được công bố.

## Trò chơi
| 2010 | Hyperdimension Neptunia                                |
| 2011 | Hyperdimension Neptunia mk2                            |
| 2012 | Hyperdimension Neptunia Victory                        |
| 2013 | Hyperdimension Neptunia: Producing Perfection          |
| 2013 | Hyperdimension Neptunia Re;Birth 1                     |
| 2014 | Hyperdimension Neptunia Re;Birth 2: Sisters Generation |
| 2014 | Hyperdevotion Noire: Goddess Black Heart               |
| 2014 | Hyperdimension Neptunia U: Action Unleashed            |
| 2014 | Hyperdimension Neptunia Re;Birth 3: V Generation       |
| 2015 | Megadimension Neptunia VII                             |
| 2015 | MegaTagmension Blanc + Neptune VS Zombies              |
| 2015 | Superdimension Neptune vs Sega Hard Girls              |
| 2016 |                                                        |
| 2017 | Cyberdimension Neptunia: 4 Goddesses Online            |
| 2017 | Neptunia & Friends                                     |
| 2017 | Nep-Nep Connect: Chaos Chanpuru                        |
| 2017 | Megadimension Neptunia VIIR                            |
| 2018 | Super Neptunia RPG                                     |
| 2018 | Choujijigen Game Neptune Re;Birth 1 Plus               |
| 2019 | Neptunia Shooter                                       |
| 2020 | Neptunia Virtual Stars                                 |
| 2020 | Go! Go! 5 Jigen Game Neptune: re★Verse                 |

### Series chính
| Tiêu đề | Chi tiết |
| --- | --- |
| Hyperdimension Neptunia Ngày phát hành đầu tiên: - JP: Ngày 19 tháng 8 năm 2010 - NA: Ngày 15 tháng 2 năm 2011 - EU: Ngày 4 tháng 3 năm 2011 - AU: Ngày 31 tháng 3 năm 2011          | Năm phát hành của hệ thống : 2010 – PlayStation 3 |
| Hyperdimension Neptunia Ngày phát hành đầu tiên: - JP: Ngày 19 tháng 8 năm 2010 - NA: Ngày 15 tháng 2 năm 2011 - EU: Ngày 4 tháng 3 năm 2011 - AU: Ngày 31 tháng 3 năm 2011          | Chú thích: - Nhà phát triển: Idea Factory, Compile Heart - Nhà sản xuất / Nhà xuất bản: - JP: Compile Heart - NA: NIS America - EU: NIS America                               |
| Hyperdimension Neptunia mk2 Ngày phát hành đầu tiên: - JP: Ngày 18 tháng 8 năm 2011 - EU: Ngày 24 tháng 2 năm 2012 - NA: Ngày 28 tháng 2 năm 2012                                    | Năm phát hành của hệ thống : 2011 – PlayStation 3 |
| Hyperdimension Neptunia mk2 Ngày phát hành đầu tiên: - JP: Ngày 18 tháng 8 năm 2011 - EU: Ngày 24 tháng 2 năm 2012 - NA: Ngày 28 tháng 2 năm 2012                                    | Chú thích: - Nhà phát triển: Idea Factory, Compile Heart - Nhà sản xuất / Nhà xuất bản: - JP: Compile Heart - NA: NIS America - EU: NIS America                               |
| Hyperdimension Neptunia Victory Ngày phát hành đầu tiên: - JP: Ngày 30 tháng 8 năm 2012 - NA: Ngày 21 tháng 3 năm 2013 - AU: Ngày 21 tháng 3 năm 2013 - EU: Ngày 22 tháng 3 năm 2013 | Năm phát hành của hệ thống : 2012 – PlayStation 3 |
| Hyperdimension Neptunia Victory Ngày phát hành đầu tiên: - JP: Ngày 30 tháng 8 năm 2012 - NA: Ngày 21 tháng 3 năm 2013 - AU: Ngày 21 tháng 3 năm 2013 - EU: Ngày 22 tháng 3 năm 2013 | Chú thích: - Nhà phát triển: Idea Factory, Compile Heart - Nhà sản xuất / Nhà xuất bản: - JP: Compile Heart - NA: NIS America - EU: NIS America                               |
| Megadimension Neptunia VII Ngày phát hành đầu tiên: - JP: Ngày 23 tháng 4 năm 2015 - NA: Ngày 2 tháng 2 năm 2016 - EU: Ngày 12 tháng 2 năm 2016                                      | Năm phát hành của hệ thống : 2015 – PlayStation 4 2016 – Microsoft Windows |
| Megadimension Neptunia VII Ngày phát hành đầu tiên: - JP: Ngày 23 tháng 4 năm 2015 - NA: Ngày 2 tháng 2 năm 2016 - EU: Ngày 12 tháng 2 năm 2016                                      | Chú thích: - Nhà phát triển: Idea Factory, Compile Heart - Nhà sản xuất / Nhà xuất bản: - JP: Compile Heart - NA: Idea Factory International - EU: Idea Factory International |

### Spin-offs
| Tiêu đề | Chi tiết |
| --- | --- |
| Hyperdimension Neptunia: Producing Perfection Ngày phát hành đầu tiên: - JP: Ngày 20 tháng 6 năm 2013 - NA: Ngày 3 tháng 6 năm 2014 - AU: Ngày 5 tháng 6 năm 2014 - EU: Ngày 6 tháng 6 năm 2014 | Năm phát hành của hệ thống : 2013 – PlayStation Vita |
| Hyperdimension Neptunia: Producing Perfection Ngày phát hành đầu tiên: - JP: Ngày 20 tháng 6 năm 2013 - NA: Ngày 3 tháng 6 năm 2014 - AU: Ngày 5 tháng 6 năm 2014 - EU: Ngày 6 tháng 6 năm 2014 | Chú thích: - Nhà phát triển: Idea Factory, Compile Heart, Tamsoft - Nhà sản xuất / Nhà xuất bản: - JP: Compile Heart - NA: NIS America - EU: NIS America Trò chơi giả lập thần tượng với các yếu tố nhịp điệu và hẹn hò. |
| Hyperdevotion Noire: Goddess Black Heart Ngày phát hành đầu tiên: - JP: Ngày 29 tháng 5 năm 2014 - NA: Ngày 24 tháng 2 năm 2015 - EU: Ngày 27 tháng 2 năm 2015                                  | Năm phát hành của hệ thống : 2014 – PlayStation Vita 2016 – Microsoft Windows |
| Hyperdevotion Noire: Goddess Black Heart Ngày phát hành đầu tiên: - JP: Ngày 29 tháng 5 năm 2014 - NA: Ngày 24 tháng 2 năm 2015 - EU: Ngày 27 tháng 2 năm 2015                                  | Chú thích: - Nhà phát triển: Sting, Compile Heart - Nhà sản xuất / Nhà xuất bản: - JP: Compile Heart - NA: Idea Factory International - EU: Idea Factory International Trò chơi nhập vai chiến thuật theo lượt sử dụng lưới chiến đấu. Nhân vật chínht trong trò chơi là Noire. |
| Hyperdimension Neptunia U: Action Unleashed Ngày phát hành đầu tiên: - JP: Ngày 28 tháng 8 năm 2014 - NA: Ngày 19 tháng 5 năm 2015 - EU: Ngày 22 tháng 5 năm 2015                               | Năm phát hành của hệ thống : 2014 – PlayStation Vita 2016 – Microsoft Windows |
| Hyperdimension Neptunia U: Action Unleashed Ngày phát hành đầu tiên: - JP: Ngày 28 tháng 8 năm 2014 - NA: Ngày 19 tháng 5 năm 2015 - EU: Ngày 22 tháng 5 năm 2015                               | Chú thích: - Nhà phát triển: Tamsoft - Nhà sản xuất / Nhà xuất bản: - JP: Compile Heart - NA: Idea Factory International - EU: Idea Factory International Musou-trò chơi hành động thời gian thực. |
| MegaTagmension Blanc + Neptune VS Zombies Ngày phát hành đầu tiên: - JP: Ngày 15 tháng 10 năm 2015 - NA: Ngày 10 tháng 5 năm 2016 - EU: Ngày 10 tháng 5 năm 2016                                | Năm phát hành của hệ thống : 2015 – PlayStation Vita 2016 – Microsoft Windows |
| MegaTagmension Blanc + Neptune VS Zombies Ngày phát hành đầu tiên: - JP: Ngày 15 tháng 10 năm 2015 - NA: Ngày 10 tháng 5 năm 2016 - EU: Ngày 10 tháng 5 năm 2016                                | Chú thích: - Nhà phát triển: Tamsoft - Nhà sản xuất / Nhà xuất bản: - JP: Compile Heart - NA: Idea Factory International - EU: Idea Factory International Trò chơi thuộc thể loại hành động có thể chơi trực tuyến cùng nhiều người kiểu co-op. |
| Superdimension Neptune vs Sega Hard Girls Ngày phát hành đầu tiên: - JP: Ngày 26 tháng 11 năm 2015 - NA: Ngày 18 tháng 10 năm 2016 - EU: ngày 21 tháng 10 năm 2016                              | Năm phát hành của hệ thống : 2015 – PlayStation Vita 2017 – Microsoft Windows |
| Superdimension Neptune vs Sega Hard Girls Ngày phát hành đầu tiên: - JP: Ngày 26 tháng 11 năm 2015 - NA: Ngày 18 tháng 10 năm 2016 - EU: ngày 21 tháng 10 năm 2016                              | Chú thích: - Nhà phát triển: Felistella - Nhà sản xuất / Nhà xuất bản: - JP: Compile Heart - NA: Idea Factory International - EU: Idea Factory International Là một game crossover với Sega Hard Girls. |
| Cyberdimension Neptunia: 4 Goddesses Online Ngày phát hành đầu tiên: - JP: Ngày 9 tháng 2 năm 2017 - NA: Ngày 10 tháng 10 năm 2017 - EU: Ngày 13 tháng 10 năm 2017                              | Năm phát hành của hệ thống : 2017 – PlayStation 4 2018 – Microsoft Windows |
| Cyberdimension Neptunia: 4 Goddesses Online Ngày phát hành đầu tiên: - JP: Ngày 9 tháng 2 năm 2017 - NA: Ngày 10 tháng 10 năm 2017 - EU: Ngày 13 tháng 10 năm 2017                              | Chú thích: Là game trện hệ máy PlayStation 4 thứ hai trong series - Nhà phát triển: Compile Heart, Tamsoft - Nhà sản xuất / Nhà xuất bản: - JP: Compile Heart - NA: Idea Factory International - EU: Idea Factory International Hành động nhập vai. |
| Neptunia & Friends Ngày phát hành đầu tiên: - JP: Ngày 26 tháng 5 năm 2017 - EU: Ngày 29 tháng 8 năm 2018 - NA: Ngày 29 tháng 8 năm 2018                                                        | Năm phát hành của hệ thống : 2017 - Android OS, iOS |
| Neptunia & Friends Ngày phát hành đầu tiên: - JP: Ngày 26 tháng 5 năm 2017 - EU: Ngày 29 tháng 8 năm 2018 - NA: Ngày 29 tháng 8 năm 2018                                                        | Chú thích: - Nhà phát triển: Compile Heart - Nhà sản xuất / Nhà xuất bản: - JP: Compile Heart, Idea Factory - EU: Idea Factory International Game tương tác / thẻ, |
| Nep-Nep Connect: Chaos Chanpuru Ngày phát hành đầu tiên: - JP: Ngày 7 tháng 6 năm 2017 | Năm phát hành của hệ thống : 2017 – PlayStation Vita |
| Nep-Nep Connect: Chaos Chanpuru Ngày phát hành đầu tiên: - JP: Ngày 7 tháng 6 năm 2017 | Chú thích: - Nhà phát triển: Compile Heart - Nhà sản xuất / Nhà xuất bản: - JP: Compile Heart Một game thể bài miễn phí, và là game đầu tiên không được phát hành ngoài Nhật Bản. Trò chơi đã khai tử hỗ trợ vào ngày 8 tháng 8 năm 2018. |
| Super Neptunia RPG Ngày phát hành đầu tiên: - JP: Ngày 20 tháng 12 năm 2018 - NA: Ngày 25 tháng 6 năm 2019 - EU: Ngày 28 tháng 6 năm 2019                                                       | Năm phát hành của hệ thống : 2018 - PlayStation 4, Nintendo Switch, Microsoft Windows |
| Super Neptunia RPG Ngày phát hành đầu tiên: - JP: Ngày 20 tháng 12 năm 2018 - NA: Ngày 25 tháng 6 năm 2019 - EU: Ngày 28 tháng 6 năm 2019                                                       | Chú thích: - Nhà phát triển: Artisan Studios - Nhà sản xuất / Nhà xuất bản: - JP: Compile Heart - ROK: CFK - NA: Idea Factory International - EU: Idea Factory International Là một game hành động 2D. Đây là phiên bản đầu tiên được phát triển ở ngoài Nhật Bản, và phiên bản đầu tiên của series trên hệ máy Nintendo Switch. |
| Neptunia Shooter Ngày phát hành đầu tiên: - WW: Ngày 21 tháng 5 năm 2019 | Năm phát hành của hệ thống : 2019 - Microsoft Windows |
| Neptunia Shooter Ngày phát hành đầu tiên: - WW: Ngày 21 tháng 5 năm 2019 | Chú thích: - Nhà phát triển: Idea Factory International - Nhà sản xuất / Nhà xuất bản: - JP: Idea Factory - NA: Idea Factory International - EU: Idea Factory International Một game 2D thể loại Bullet Hell. Độc quyền trên PC. Đây cũng là game đầu tiên được phát hành cùng ngày trên thế giới mà không riêng lẻ từng ngày như các phiên bản trước. Cùng là game đầu tiên được phát triển bởi Idea Factory International. Được phân phối Idea Factory ở Nhật Bản thay vì bởi Compile Heart như các phiên bản trước. |

### Làm lại
| Tiêu đề | Chi tiết |
| --- | --- |
| Hyperdimension Neptunia Re;Birth 1 Ngày phát hành đầu tiên: - JP: Ngày 31 tháng 10 năm 2013 - NA: Ngày 26 tháng 8 năm 2014 - EU: Ngày 27 tháng 8 năm 2014                    | Năm phát hành của hệ thống : 2013 – PlayStation Vita 2015 – Microsoft Windows 2018 - PlayStation 4                                                                            |
| Hyperdimension Neptunia Re;Birth 1 Ngày phát hành đầu tiên: - JP: Ngày 31 tháng 10 năm 2013 - NA: Ngày 26 tháng 8 năm 2014 - EU: Ngày 27 tháng 8 năm 2014                    | Chú thích: - Nhà phát triển: Felistella - Nhà sản xuất / Nhà xuất bản: - JP: Compile Heart - NA: Idea Factory International - EU: Idea Factory International                  |
| Hyperdimension Neptunia Re;Birth 2: Sisters Generation Ngày phát hành đầu tiên: - JP: Ngày 20 tháng 3 năm 2014 - NA: Ngày 28 tháng 1 năm 2015 - EU: Ngày 28 tháng 1 năm 2015 | Năm phát hành của hệ thống : 2014 – PlayStation Vita 2015 – Microsoft Windows                                                                                                 |
| Hyperdimension Neptunia Re;Birth 2: Sisters Generation Ngày phát hành đầu tiên: - JP: Ngày 20 tháng 3 năm 2014 - NA: Ngày 28 tháng 1 năm 2015 - EU: Ngày 28 tháng 1 năm 2015 | Chú thích: - Nhà phát triển: Felistella - Nhà sản xuất / Nhà xuất bản: - JP: Compile Heart - NA: Idea Factory International - EU: Idea Factory International                  |
| Hyperdimension Neptunia Re;Birth 3: V Generation Ngày phát hành đầu tiên: - JP: Ngày 18 tháng 12 năm 2014 - NA: Ngày 30 tháng 6 năm 2015 - EU: Ngày 3 tháng 7 năm 2015       | Năm phát hành của hệ thống : 2014 – PlayStation Vita 2015 – Microsoft Windows                                                                                                 |
| Hyperdimension Neptunia Re;Birth 3: V Generation Ngày phát hành đầu tiên: - JP: Ngày 18 tháng 12 năm 2014 - NA: Ngày 30 tháng 6 năm 2015 - EU: Ngày 3 tháng 7 năm 2015       | Chú thích: - Nhà phát triển: Felistella - Nhà sản xuất / Nhà xuất bản: - JP: Compile Heart - NA: Idea Factory International - EU: Idea Factory International                  |
| Megadimension Neptunia VIIR Ngày phát hành đầu tiên: - JP: Ngày 24 tháng 8 năm 2017 - NA: Ngày 8 tháng 5 năm 2018 - EU: Ngày 11 tháng 5 năm 2018                             | Năm phát hành của hệ thống : 2017 - PlayStation 4 (PlayStation VR) 2018 - Microsoft Windows                                                                                   |
| Megadimension Neptunia VIIR Ngày phát hành đầu tiên: - JP: Ngày 24 tháng 8 năm 2017 - NA: Ngày 8 tháng 5 năm 2018 - EU: Ngày 11 tháng 5 năm 2018                             | Chú thích: - Nhà phát triển: Idea Factory, Compile Heart - Nhà sản xuất / Nhà xuất bản: - JP: Compile Heart - NA: Idea Factory International - EU: Idea Factory International |

## Các phương tiện truyền thông khác

### Truyện tranh
Một series truyện tranh ăn theo mang tên Choujigen Game Neptune: Megami Tsuushin (超次元ゲイム ネプテューヌ ~めがみつうしん~) (超次元ゲイム ネプテューヌ ~めがみつうしん~) bắt đầu vào tháng 10 năm 2010 trong Famitsu Comic Clear.
Một series truyện tranh minh họa bởi& Mikage Baku để bổ sung cho anime chuyển thể, mang tên Hyperdimension Neptunia: The Animation – Hello New World (超次元ゲイム ネプテューヌ THE ANIMATION はろーにゅーわーるど) (超次元ゲイム ネプテューヌ THE ANIMATION はろーにゅーわーるど), bắt đầu trong ấn bản tháng 6 năm 2013 của Dengeki Maoh. Một light novel spin-off của anime, tên là Hyperdimension Neptunia TGS Hono no Futsukakan, được xuất bản bởi MF Bunko J và phát hành vào ngày 25 tháng 5 năm 2013.

### Anime
Anime chuyển thể của Hyperdimension Neptunia được sản xuất bởi David Production và đạo diễn bởi Masahiro Mukai. Series composition và viết kịch bản được thực hiện bởi Shogo Yasukawa và một số bản nhạc được sáng tác bởi Hiroaki Tsutsumi, Kenji Kaneko và Masaru Yokoyama. Thiết kế Nhân vật được thực hiện bởi Hitomi Takechi, dựa trên thiết kế ban đầu của Tsunako cùng với chỉ đạo nghệ thuật bởi Masanobu Nomura và âm thanh bởi Jin Aketagawa. Mười hai tập, được phát sóng trên Tokyo MX vào ngày 12 tháng 7 năm 2013 và sau đó đã được phát sóng trên BS11, KBS, Sun TV và tvk kết thúc vào ngày 27 tháng 9 năm 2013. Bộ phim được Funimation mua bản quyền trực tuyến với phụ đề Tiếng Anh. Bài hát mở đầu của anime là "Dimension tripper!!!!" sáng tác và trình diễn bởi Nao và bài hát kết thúc bởi Afilia Saga. "Go→Love&Peace" by Ayane được sử dụng như ED của tập 3 và 4, ngoài "Ito" (糸) bởi Afilia Saga trên tập 10. Nó đã được phát sóng trong ở Hoa Kỳ trên Funimation Channel.
Anime chuyển thể nhận được nhiều đánh giá, với lời khen ngợi cho cốt truyện và sự hài hước xoay quanh ngành công nghiệp game kiểu in-joke, và chỉ trích cho việc sử dụng cường điệu.

### Âm nhạc
Hầu hết âm nhạc cho Neptunia được sáng tác bởi Kenji Kaneko, với các nhà soạn nhạc khác cho Megadimension Neptunia VII và các phần tiếp theo. CD đầu tiên, với tiêu đề là Hyperdimension Neptunia Sound Track CD, được phát hành vào ngày 19 tháng 8 năm 2010, và đóng gói cùng một phiên Bản giới Hạn của trò chơi. Nhạc nền cho phần thứ hai có 13 bài hát được phát hành ở Nhật Bản với phiên bản giới hạn vào ngày 18 tháng 8 năm 2011. sau đó đã được đóng gói với phiên bản giới hạn vào ngày 28, 2012, trong đó có 18 bài hát và mang tên Hyperdimension Neptunia mk2: Sounds of Gamindustri. Soundtrack của Hyperdimension Neptunia Victory được phát hành vào ngày 30 tháng 8 năm 2012 ở Nhật Bản, và Phiên bản Giới hạn chứa 16 bài hát. Tương tự như bản thứ hai, soundtrack được phát hành ở nước ngoài với Phiên bản Giới hạn của trò chơi với 24 bài hát, tên Hyperdimension Neptunia Victory Sounds of that other Gamindustri. Megadimension VII soundtrack, MEGA DIMENSION NEPTUNE VII Dream Edition DG-ROM, đã bao gồm với Japanese Dream Edition phát hành trong 50 track, 3 format, vào ngày 23 tháng 4 năm 2015. Còn ở nước ngoài, MEGADIMENSION NEPTUNIA VII Official Soundtrack đã được đưa vào Phiên bản Giới hạn trực tuyến như một DLC, chỉ có 45 track trên 2 đĩa. Gần đây nhất, soundtrack for 4 Goddesses Online được phát hành vào tháng 9 năm 2017 với phiên bản Royal Edition của trò chơi.
Cùng với mỗi bản của series Re;Birth, soundtrack được phát hành lại sau mỗi khi trò chơi phát hành, một vài bài thêm hoặc lược bớt. soundtrack của Re;Birth 2 có tên Hyperdimension Neptunia Re;Birth2: SISTERS GENERATION ~ "Sisters' Melodies" Soundtrack CD được phát hành trên trang web của Idea Factory International với Phiên bản Giới hạn của trò chơi và có 19 bài hát từ trò chơi. Compile Heart và Idea Factory International sau đó port series Re;Birth lên PC trên nền tảng phân phối Steam, trong DLC bao gồm soundtrack mỗi trò chơi.
Ngoài các soundtrack trò chơi, họ còn phát hành đĩa CD đơn OP và ED của mỗi trog chơi. Các diễn viên lồng tiếng cho mỗi nhân vật cũng đã phát hành đĩa đơn cá nhân, trong đó họ hát bài hát theo kiểu nhập vai. Series Drama CD cũng đã được phát hành mà diễn viên lồng tái hiện theo cốt truyện của nguyên tác. Series anime chuyển thể cũng được phát hành đĩa đơn cho OP và ED, cùng với CD phim và 7 đĩa "Animation Processor", chứa rất nhiều loại phương tiên âm thanh khác nhau, bao gồm cả những bài hát, bình luận diễn viên lồng tiếng, và các tập drama.
Một tập hợp các bài hát chính từ mỗi trò chơi (bao gồm cả các bài hát nhân vật) đã được phát hành một loạt 5 đĩa vào ngày 27 tháng 8 năm 2014.

### Ứng dụng điện thoại di động
Một ứng dụng điện thoại di động cho Android và iOS mang tên Neptune Collection (ネプテューヌコレクション) được phát triển Idea Factory và phát hành bởi GREE từ ngày 15 tháng 2 năm 2013. Neptune Collection (ネプテューヌコレクション) là một trò chơi thẻ sưu tập liên quan đến yếu tố mạng xã hội. Máy chủ của trò chơi đã đóng cửa vào ngày 31 tháng 7 năm 2014.
Ứng dụng báo thức và theme có chủ đề là các nhân vật trong Neptunia cũng đã được phát hành cho Android và iOS.